# Медіна-дель-Кампо
Медіна-дель-Кампо (ісп. Medina del Campo) — муніципалітет в Іспанії, у складі автономної спільноти Кастилія-і-Леон, у провінції Вальядолід. Населення — 21 632 особи (2010).
Муніципалітет розташований на відстані близько 140 км на північний захід від Мадрида, 42 км на південь від Вальядоліда.
На території муніципалітету розташовані такі населені пункти: (дані про населення за 2010 рік)
- Гомеснарро: 60 осіб
- Медіна-дель-Кампо: 21290 осіб
- Роділана: 154 особи
- Лас-Салінас: 128 осіб

## Демографія
Динаміка населення (INE ):